# John Halls
Pour les articles homonymes, voir Halls (homonymie).
John Halls est un footballeur anglais né le 14 février 1982 à Islington.

## Carrière
- 2000-2002 : Arsenal  Angleterre
- 2001-2002 : Colchester United  Angleterre
- 2002-2003 : KSK Beveren  Belgique
- 2002-2006 : Stoke City  Angleterre
- 2006-2007 : Reading  Angleterre
- 2007 : Preston North End  Angleterre
- 2008 : Crystal Palace  Angleterre
- 2008 : Sheffield United  Angleterre
- 2008-2009 : Brentford FC  Angleterre
- 2009- : Aldershot Town  Angleterre